# Ise Gropius
Ise Gropius (geb. Ise Frank) (* 1. März 1897 in Wiesbaden; † 9. Juni 1983 in Lexington, Massachusetts) war eine deutsche Lektorin und Schriftstellerin.

## Leben
Die Tochter des preußischen Regierungsrates Georg Frank und seiner Ehefrau Paula geb. Heckmann lebte bis 1921 in Hannover, danach für zwei Jahre in München, wo sie im Buchhandel arbeitete. Nach ihrer Rückkehr nach Hannover 1923 lernte sie hier während eines seiner Vorträge den damaligen Direktor des Staatlichen Bauhauses in Weimar, ihren späteren Ehemann, Walter Gropius, kennen. Kurzentschlossen verließ Ise Gropius ihren damaligen Verlobten, einen Cousin, und erreichte kurz vor Beginn der Bauhausausstellung von 1923 Weimar. Bereits am 16. Oktober desselben Jahres heirateten Ise und Walter Gropius in Weimar; Wassily Kandinsky und Paul Klee waren ihre Trauzeugen. Zusammen adoptierten sie Beate Forberg, genannt Ati, nach dem Tod von deren Mutter, einer der beiden Schwestern von Ise. Die Schauspielerin Ellen Frank war eine jüngere Schwester von Ise. 
Ise Gropius verzichtete auf einen eigenständigen Beruf und trat in den Dienst des Bauhauses: als Sekretärin, Lektorin, Organisatorin und für Gropius als „Partner von gleichem Rang“. In einem 1986 posthum veröffentlichten Interview stellte sie fest: „Die Bauhaus-Idee wurde zu meinem zweiten Ich. Wenn man einmal davon infiziert war, hatte es Auswirkung auf jeden Aspekt des Lebens.“
Neben organisatorischen Aufgaben brachte sich Ise Gropius teilweise auch gestalterisch mit ein. So entwarf sie unter architektonischen Korrekturen ihres Mannes das Dessauer Meisterhaus und Gegenstände für die Küche, kurz bevor Margarete Schütte-Lihotzky 1926 die revolutionäre Frankfurter Küche entwarf.
Spätestens seit Sommer 1930 bestand ein außereheliches Verhältnis zu Herbert Bayer, das bis zur Emigration von Ise Gropius nach London andauerte. Das Paar kannte sich seit 1925 aus gemeinsamen Aktivitäten am Bauhaus.
Im Nachlass von Walter und Ise Gropius im Bauhaus-Archiv in Berlin und im Archiv der Houghton Library, Harvard College Library, sind eine Vielzahl privater und öffentlicher Fotografien des Ehepaares erhalten. Heute ist bei den meisten Fotos keine eindeutige Identifikation der Autorenschaft möglich, da sie teils unbeschriftet, teils nur betitelt sind. Lediglich die Selbstbildnisse von Ise Gropius, die ihr Spiegelbild oder ihr fotografierendes Schattenbild zeigen, sind eindeutig von ihr.
Ise Gropius’ eigentliche Aufgabe am Bauhaus und später in Berlin, Großbritannien und den USA war das Anfertigen von Briefen und das Lektorieren wissenschaftlicher Aufsätze, Vorträge und Artikel von Walter Gropius. Auf Basis gemeinsam verfasster Texte passte sie die Texte den jeweiligen Aufträgen an.
In Berlin begann Ise Gropius auch unter eigenem Namen zu veröffentlichen. Inspiriert von Reisen und eigenen Interessen schrieb sie eine Vielzahl von Beiträgen, die sie an Verlage verkaufte. Dazu gehörten unter anderem Weltreise am Grammofon (Deutsche Allgemeine Zeitung (DAZ), Ende 1934), Engländer zu hause (Beyers für alle, 1933/1934), Die Gebrauchswohnung (K. Thiemanns Verlag, Oktober 1929), Hausfrau, Dackel und andere Weltbürger (DAZ vom 17. April 1934) oder Wie sieht die New Yorkerin aus? (Die Dame, November 1928).
Nach ihrer Emigration nach London (1934 bis 1937) und schließlich nach den USA nahm ihr kurzer Erfolg ein schnelles Ende. Nachdem sie den Artikel Grandma was a Career Girl dem Atlantic Monthly anbot, bekam sie eine Absage. Diese erfolgte mit der Begründung, man wolle die „fürchterliche Vorstellung“ arbeitender Frauen, die Ise Gropius in ihrem Beitrag besprach und als Autorin dieses Ideal auch selbst vertrat, nicht unterstützen oder gar begünstigen. Sie beschloss es dabei zu belassen und konzentrierte sich von nun an auf das Lektorat von Walter Gropius’ Texten. Als „Trostpflaster“ widmete Gropius ihr seine Bücher.
Erst im Katalog Bauhaus 1919–1928 von 1938, der begleitend zur Bauhaus-Ausstellung im Museum of Modern Art erschien, wurde Ise Gropius als Autorin und Herausgeberin gemeinsam mit Walter Gropius und Herbert Bayer genannt und erzielte so eine öffentliche Anerkennung ihrer Arbeit.

## Schriften
- Ise Gropius: Bauhaus-Tagebuch 1923–1928. Unveröffentlichtes Typoskript, Nachlass Gropius, Bauhaus-Archiv Berlin.
- Ise Gropius: Small But Perfect Things: A Remembrance by Ise Gropius. Boston 1986.

## Tondokumente
- Ati Gropius Johansen: Interview mit Ise Gropius. 1980, Tonbandaufnahme, Bauhaus-Archiv Berlin.
- Hans-Maria Wingler: Interview mit Ise Gropius. Tonbandaufnahme, o. D., Bauhaus-Archiv Berlin.